# Guillaume Boivin
Guillaume Boivin (Montreal, 25 de mayo de 1989) es un ciclista profesional canadiense. Desde 2016 compite por el equipo Israel-Premier Tech.

## Biografía
Aunque nació en Montreal, creció en la región de Saguenay-Lac-Saint-Jean al norte de Quebec. De niño practicó hockey hasta los 15 años en comenzó con el ciclismo.
Ganó el Campeonato de Canadá en Ruta en junio de 2009 y en agosto se unió al equipo Planet Energy como aprendiz. Fichó por el equipo en 2010 pasando a profesional y durante esa temporada, ganó por segunda vez el Tour de Quebec, que ya había ganado en 2008. También ganó etapas en la Vuelta a Cuba y Mi-Août en Bretagne a mediados de agosto. Fue 2.º en el Sparkassen Giro Bochum y 6.º en el Philadelphia International. A finales de la temporada 2010, participó del campeonato mundial sub-23 en Australia donde logró la medalla de bronce, puesto empatado con el estadounidense Taylor Phinney.

## Palmarés
2009
- Campeonato de Canadá en Ruta

2010
- 1 etapa de la Vuelta a Cuba
- 2 etapas de la Mi-Août en Bretagne
- 3.º en el Campeonato Mundial en Ruta sub-23

2013
- 1 etapa del Tour de Beauce

2015
- 1 etapa del Tour de Beauce
- Campeonato de Canadá en Ruta
- 3.º en el Campeonato en Ruta de los Juegos Panamericanos

2016
- 1 etapa del Tour de Ruanda

2017
- 1 etapa del Tour del Lago Taihu

2018
- Famenne Ardenne Classic

2021
- Campeonato de Canadá en Ruta

2022
- 2.º en el Campeonato de Canadá en Ruta

## Resultados en Grandes Vueltas y Campeonatos del Mundo
| Carrera         | Carrera         | 2009 | 2010 | 2011 | 2012 | 2013 | 2014  | 2015  | 2016 | 2017 | 2018  | 2019  | 2020 | 2021  | 2022 | 2023  | 2024 | 2025  |
| --------------- | --------------- | ---- | ---- | ---- | ---- | ---- | ----- | ----- | ---- | ---- | ----- | ----- | ---- | ----- | ---- | ----- | ---- | ----- |
|                 | Giro de Italia  | —    | —    | —    | —    | —    | —     | —     | —    | —    | 117.º | 125.º | —    | —     | —    | —     | —    | —     |
|                 | Tour de Francia | —    | —    | —    | —    | —    | —     | —     | —    | —    | —     | —     | —    | 105.º | Ab.  | 126.º | Ab.  | 149.º |
|                 | Vuelta a España | —    | —    | —    | —    | Ab.  | 149.º | —     | —    | —    | —     | —     | —    | —     | —    | —     | —    | —     |
| Mundial en Ruta | Mundial en Ruta | —    | —    | —    | —    | —    | —     | 107.º | Ab.  | 35.º | —     | Ab.   | Ab.  | 17.º  | —    | 36.º  | —    | —     |

—: no participa

Ab.: abandono

## Equipos
- Planet Energy/SpiderTech (2009-2012)
  - Planet Energy (2010)
  - SpiderTech powered by Planet Energy (2010-2011)
  - SpiderTech powered by C10 (2012)
- Cannondale (2013-2014)
- Optum-Kelly Benefit Strategies (2015)
- Israel (2016-)
  - Cycling Academy Team (2016)
  - Israel Cycling Academy (2017-2019)
  - Israel Start-Up Nation (2020-2021)
  - Israel-Premier Tech (2022-)